# Sergei Michailowitsch Wolkonski

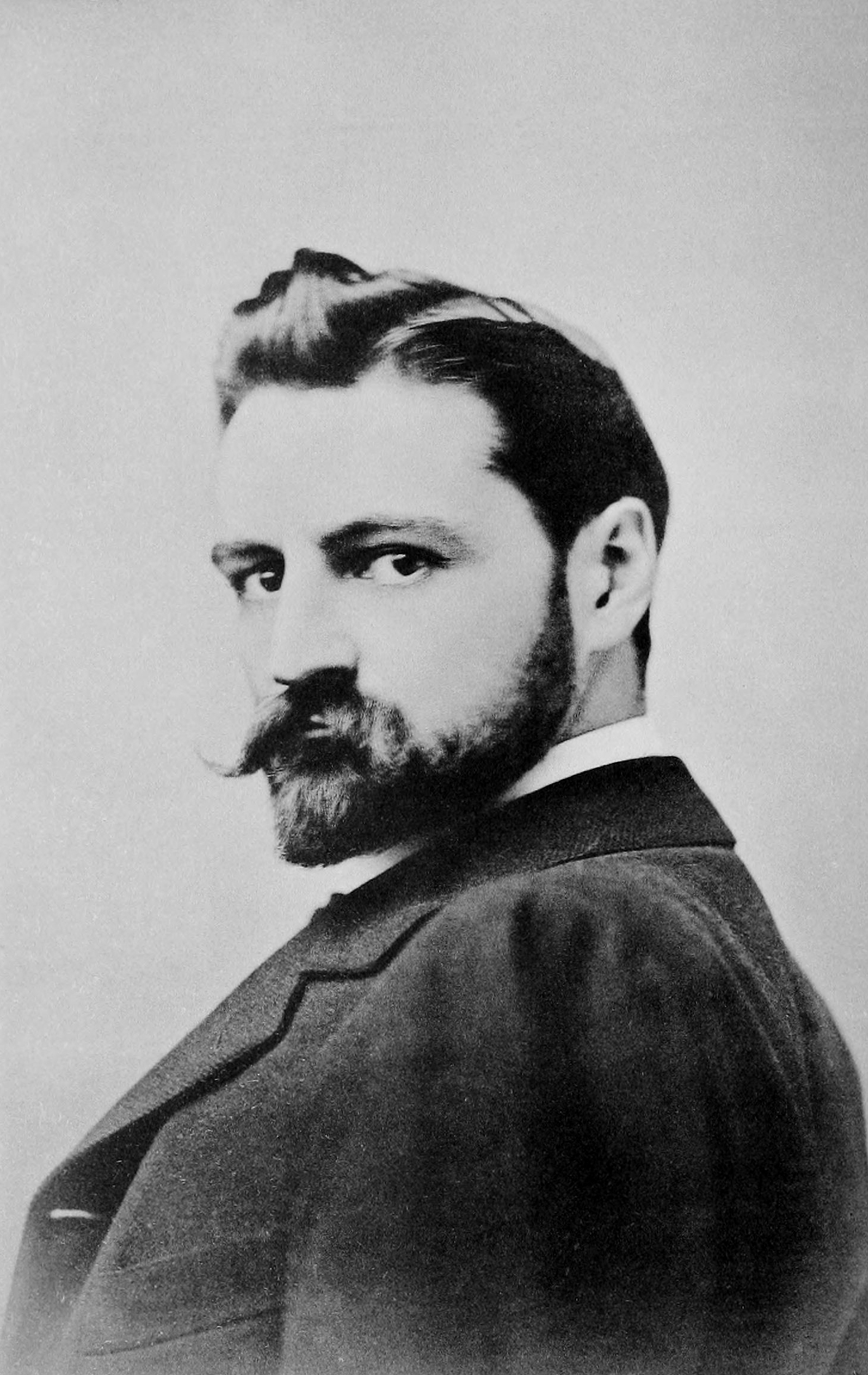
Sergei Michailowitsch Wolkonski

Sergei Michailowitsch Wolkonski, Fürst (russisch Сергей Михайлович Волконский, wiss. Transliteration Sergej Michajlovič Volkonskij; * 4. Maijul. / 16. Mai 1860greg. auf Schloss Fall, Keila-Joa, Estland; † 25. Oktober 1937 in Hot Springs, USA) war ein russischer Musik- und Theaterpädagoge.

## Leben
Er war Angehöriger der rurikidischen Fürsten Wolkonski. Als Sohn des in Sibirien geborenen Michail Sergejewitsch Wolkonski sah er sich ideologisch immer auch in der Nachfolge seiner Großmutter Maria Wolkonskaja und seines Großvaters Sergei Grigorjewitsch Wolkonski, eines Dekabristen, der für seine Ideale die Verbannung nach Sibirien auf sich nahm. Selbst bezeichnete er sich als Theatermann und ist nur einer aus der großen Familie russischer Talente ältesten Adels und dieses Namens.
Vom 22. Juli 1899 bis zum Ende der Saison 1901 war er Direktor der kaiserlichen Theater in Sankt Petersburg und Moskau und beschäftigte sich auch anschließend intensiv als Lehrer für Schauspieler. Sein Augenmerk galt besonders der Gestik und der rhythmischen Erziehung (Dalcroze), um einen neuen Schauspielertypus zu formen. Er gründete einen „Kurs für Rhythmische Gymnastik“ in Sankt Petersburg und stand in engem Kontakt mit den Protagonisten der europäischen Tanzpädagogik in Hellerau bei Dresden und Genf.
Er betätigte sich als Redner, Autor, Kritiker, musste sich während des Bürgerkrieges 1917/18 verstecken und tauchte 1919 wieder in Moskau auf, um an den von Lunatscharski geförderten Studios für Proletkult eine neue Schauspielergeneration mit seiner „Kunst der lebendigen Rede“ vertraut zu machen. Hierzu gab er auch Vorlesungen am „Kleinen Theater“, gehörte zu dessen Beirat wie auch zu dem des Bolschoi-Theaters, wo er unter dessen Direktorin Jelena Malinowskaja an den Ausbildungsplänen zur Ballettarbeit maßgeblich mit beteiligt war.
1919 an Typhus erkrankt, musste er – kaum genesen – zwei Tage in Untersuchungshaft (Tscheka) und entkam dem Tod durch Erschießen. Anschließend ging er nach Petersburg, um Mimik zu lehren, Vorträge über die Dekabristen zu halten – und dann doch 1921 zu emigrieren. Seit 1926 wirkte er in Paris als Direktor des russischen Konservatoriums und Förderer vieler Talente, die ihre russische Heimat verlassen mussten (u. a. Marina Zwetajewa), war auch in London tätig, nachdem er eine Zeit lang in Florenz und Rom lebte.
Sein Ruf war seit seiner Vortragsreise durch die Staaten im Jahr 1896 auch in den USA bemerkenswert. Die kommende Entwicklung nach Machtübernahme der Faschisten in Deutschland voraussehend, heiratete er die verwitwete Tochter des verstorbenen Botschafters der USA für Serbien, Griechenland und Rumänien  J.W. Fairn Mary Fairn-French und reiste ein letztes Mal aus, diesmal in die USA, vorgeblich, um die Tochter seiner Frau aus erster Ehe zu besuchen. Seine Erinnerungen (engl. My reminescences; russ. Moi wospominanija) schrieb er in den Jahren 1921 bis 1924, außerdem veröffentlichte er eine Reihe von Artikeln zur Arbeit am Theater.

## Werke
- Die Dekabristen. G. Löffler, Riga 1926
- Poslednij den. Mednyj Vsadnik, Berlin 1924
- Bilder aus der Geschichte und Litteratur Rußlands. Autorisierte Übersetzung von A. Hippius im Verlag von Friedrich Emil Perthes, Gotha 1898 (von der Übersetzerin gewidmet Ihrer Königlichen Hoheit der Frau Großherzogin von Baden), Hln. 318 S.
- Die Hauptsache. Artikel zur Gestik in: Die Schaubühne, Wochenschrift für die gesamten Interessen des Theaters; IV. Jahrgang, 29. Dez. Nr. 52, Erich Reiss Verlag Berlin, 1910